# Сантрач
Сантрач може бити ограда или оквир око нечега, а најчешће означава дашчану ограду око бунара, заједно са витлом за подизање кофе. Реч потиче из турског језика.Доњи део сантрача може бити и зидан, али је горњи део увек дрвени. Покривка је од шиндре, ћерамиде или црепа, а у новије време се ради и од лима.